# Нове Кейкути
Нове Кейкути (пол. Nowe Kiejkuty, нім. Neu Keykuth) — село в Польщі, у гміні Дзьвежути Щиценського повіту Вармінсько-Мазурського воєводства.
Населення — 314 осіб (2011).
У 1975-1998 роках село належало до Ольштинського воєводства.

## Демографія
Демографічна структура станом на 31 березня 2011 року:
|          | Загалом | Допрацездатний вік | Працездатний вік | Постпрацездатний вік |
| -------- | ------- | ------------------ | ---------------- | -------------------- |
| Чоловіки | 161     | 40                 | 106              | 15                   |
| Жінки    | 153     | 36                 | 88               | 29                   |
| Разом    | 314     | 76                 | 194              | 44                   |